# مفطورة رئوية
مفطورة رئوية (الاسم العلمي: Mycoplasma pneumoniae) هي نوع من البكتيريا تتبع جنس المفطورة من فصيلة المفطورات. وهي المسبب لذات الرئة بالمفطورات الذي يصيب الإنسان، وهو من أنواع ذات الرئة البكتيري اللانموذجي ومرتبط بداء الراصات الباردة.
تتميز المفطورة الرئوية بغياب الببتيدوجليكان من جدار الخلية مما ينتج عن مقاومة تجاه الكثير من المضادات الحيوية. إن بقاء البكتريا والعدوى في الجسم بعد العلاج مرتبط بقدرتها على محاكاة مكونات سطح خلية العائل.

## الأعراض
تسبب المفطورة الرئوية مجموعة من التظاهرات مثل الالتهاب الرئوي اللانموذجي والتهاب القصبات وأمراض الجهاز التنفسي العلوي. يعد الالتهاب الرئوي اللانموذجي أكثر هذه المظاهر حدة. والتهاب القصبات الهوائية أكثر الأعراض شيوعًا. وحوالي 15% من الإصابات هي إصابات لا عرضية توجد عادةً عند البالغين. تتطور العدوى العرضية على مدى عدة أيام وقد يُخلط بين مظاهر الالتهاب الرئوي وعدد من مسببات الأمراض البكتيرية الأخرى. يعتبر التهاب القصبات أكثر شيوعًا عند الأطفال بسبب انخفاض قدرة جهازهم المناعي على مقاومتها، ويحتاج حوالي 18% من الأطفال المصابين إلى دخول المستشفى. تشمل الأعراض الخفيفة الشائعة التهاب الحلق والصفير والسعال والحمى والصداع والتهاب الأنف والألم العضلي والشعور بعدم الارتياح. يمكن الحد من شدة الأعراض ومدتها عبر العلاج المبكر بالمضادات الحيوية. نادرًا ما يؤدي الالتهاب الرئوي بالمفطورة الرئوية إلى الوفاة، وفي حال حدوث ذلك يكون نتيجة لآفات وتقرّح البطانة الظهارية والوذمة الرئوية والتهاب القصيبات المسد. ارتبطت الأعراض خارج الرئوية، مثل الاستجابات المناعية الذاتية ومضاعفات الجهاز العصبي المركزي والاضطرابات الجلدية مع عدوى المفطورة الرئوية في حوالي 25% من الحالات.

## العلاج والوقاية
تستهدف معظم المضادات الحيوية المستخدمة في علاج عدوى المفطورة الرئوية الحمض النووي الريبوزي الريبوسومي البكتيري، بما في ذلك الماكروليدات والتتراسيكلين والكيتوليد والفلوروكينولون. تؤخذ أغلب المضادات الحيوية المذكورة عن طريق الفم. تقلل الماكروليدات فرط الاستجابة وتحمي البطانة الظهارية من الأكسدة والأذيات البنيوية، لكنها قادرة فقط على تثبيط نمو البكتيريا (الجراثيم) وليست قادرة على التسبب في موت الخلايا البكتيرية. أكثر الماكروليدات المستخدمة في علاج الأطفال المصابين في اليابان شيوعًا هي الإريثروميسين والكلاريثروميسين، والتي تثبط تخليق البروتين البكتيري عن طريق ميثيل ترانسفيراز الحمض النووي الريبي. ثبت أن إعطاء المضادات الحيوية يقلل من طول وشدة عدوى المفطورة الرئوية مقارنة بالحالات التي تُركت بدون علاج. لوحظ انعكاس التأثيرات العصبية التي تحدث عند الأطفال المصابين بعدوى معقدة عند العلاج بالستيرويدات بجرعات عالية.
السبب الرئيسي في صعوبة استئصال عدوى المفطورة الرئوية هو قدرة البكتيريا على البقاء داخل جسم المريض، وعدم وجود جدار خلوي في المفطورة الرئوية، مما يجعل المضادات الحيوية المتعددة الموجهة لجدار الخلية البكتيرية غير فعالة في علاج هذه الالتهابات. ولذلك تظهر المفطورة الرئوية مقاومة للمضادات الحيوية مثل البيتا لاكتام، والجليكوبتيد، والسلفوناميدات، والتريميثوبريم، والبوليميكسين، وحمض الناليديكسيك، والريفامبين. حددت العينات السريرية المأخوذة خلال 2011-2012 في أونتاريو، كندا معدلات مقاومة المفطورات الرئوية للمضادات الحيوية. حملت 11 (12.1%) من أصل 91 عينة مقاومة لعقاقير المفطورة الرئوية طفرات نيوكليوتيدية مرتبطة بمقاومة الماكروليد في جين الحمض النووي الريبوزي الريبوسومي 23 اس. لم تقاوم أي من عينات المفطورة الرئوية الفلوروكينولونات أو التتراسيكلين.
يمكن استخدام الدوكسيسيكلين لعلاج الالتهابات التي تسببها المفطورة الرئوية، والتي تظهر عادةً مع سعال مستمر ومتواصل يستمر لعدة أسابيع ويظهر ارتشاحًا رئويًا خلاليًا في صورة الصدر بالأشعة السينية.
ركز تصميم لقاح المفطورة الرئوية في المقام الأول على منع ارتباطها بالخلايا المضيفة، والذي من شأنه أن يمنع بدء السمية الخلوية والأعراض اللاحقة. حتى الآن، لم تظهر اللقاحات التي تستهدف البروتين اللاصق P1 أي انخفاض في ظهور العدوى، وأدت بعض تجارب اللقاحات إلى تفاقم الأعراض بسبب حساسية الجهاز المناعي. ربطت التجارب الحديثة في نماذج الفئران ظاهرة تفاقم الأعراض بتحسس الجهاز المناعي بسبب الجزيئات الدهنية في البروتينات الدهنية للمفطورة الرئوية. قد يمنع إدخال الببتيدات التي تحاصر مستقبلات الالتصاق على سطح الخلية المضيفة من التصاق المفطورة الرئوية.
من الصعب الحد من انتقال عدوى المفطورة الرئوية بسبب فترة الإصابة التي تستغرق عدة أيام قبل ظهور الأعراض. ويساهم الافتقار إلى أدوات التشخيص المناسبة والعلاج الفعال للبكتيريا في تفشي العدوى. حلل مايرز وزملاؤه باستخدام نظرية الشبكة انتقال عدوى المفطورة الرئوية ووضع استراتيجيات الوقاية بناءً على النموذج الذي صممه. لاحظ أن حشد المرضى سوية أقل فعالية بسبب فترة الحضانة الطويلة، وبالتالي أفضل طريقة للوقاية هي الحد من تفاعلات مقدم الرعاية مع المريض وتقليل حركة مقدمي الرعاية بين الأجنحة المتعددة في المشافي والمراكز الصحية.